# 周永健
周永健，SBS，JP（1950年6月22日—），生于香港，前香港律師會會長、前香港賽馬會主席，王澤長、周淑嫻、周永健律師行合夥人，他是香港及英國執業律師，亦是合格會計師、特許秘書、中國委託公証人及廣州仲裁委員會委員。

## 名下馬匹
周永健是香港賽馬會會員，並於2018年8月當選為董事局主席（2020年6月退任）。他與唐慶元、胡慕芳、周霩善合夥擁有的名下馬匹皆以「感」字命名，包括快感（BK011，許怡馬房）、活感、動感、御感、翱感、盈感、頌感、偉感、同感、勁感、好感、越感、心感、卓感、勝感（WINNING FEELING）、型感、真感、快感（DH190，高伯新馬房）、高感、L130。
除此之外，周永健亦有以「好意團體」、「諸朋久友團體」（與何君堯、王桂壎、林新強合夥）、「益友良朋團體」名義擁有名下馬匹，包括勝感（TRIUMPHANT FEELING）、喜感、尚感、妙感、銳感、欣感、七星拱照、倍增勝數，而周霩善更是喜蓮勇感的馬主團體成員。

## 上市公司
- 信星鞋業集團有限公司
- 為管理領展房地產投資信託基金之領展管理有限公司之董事會成員
- 中國平安保險（集團）股份有限公司
- 福田實業（集團）有限公司
- 惠升置業有限公司
- 香港鐵路有限公司

## 擔任公職
- 證券及期貨事務監察委員會程序覆檢委員會主席
- 香港法律改革委員會成員
- 香港教育學院校董會成員
- 中國人民政治協商會議全國委員會委員
- 香港賽馬會主席[1]
- 香港金融管理局董事會成員

## 榮譽
- 1998年：太平紳士
- 2003年：銀紫荊星章[2]
- 2010年∶香港教育學院（現香港教育大學）榮譽院士
- 2018年∶香港公開大學榮譽社會科學博士
- 2021年∶香港城市大學法學榮譽博士

## 家庭
周永健的太太胡慕芳（周胡慕芳為胡寶星的胞妹，因此是胡寶星妹夫）是香港和黃集團（後在改組現時為長江和記實業有限公司）的副董事總經理，並擔任長江基建、電能實業等公司的董事，兩夫婦育有一子周霩善。

## 以他命名的事物
- 周永健銀碟，香港賽馬會主席賽馬日的盃賽場合之一，由2020/2021馬季起舉辦